# میسنباخ، اتریش
میسنباخ (به آلمانی: Miesenbach) یک منطقهٔ مسکونی در اتریش است که در ناحیه وینر نوی‌اشتات-لاند واقع شده‌است. میسنباخ ۳۴٫۱۳ کیلومتر مربع مساحت دارد ۴۷۰ متر بالاتر از سطح دریا واقع شده‌است.